# Erisma splendens
Erisma splendens är en tvåhjärtbladig växtart som beskrevs av Stafleu. Erisma splendens ingår i släktet Erisma och familjen Vochysiaceae. Inga underarter finns listade i Catalogue of Life.